# Johann Heinrich Crevelt
Johann Heinrich Crevelt (getauft am 28. Juni 1751 in Bonn; † 25. August 1818 ebenda) war ein deutscher Arzt und Naturwissenschaftler.

## Leben
Johann Heinrich Crevelt absolvierte seine Ausbildung in Wien und Paris. Er praktizierte ab 1782 in Bonn und war mit Ludwig van Beethoven befreundet, den er von Mozarts Genius geleitet sah, wie er es in einem Stammbucheintrag für Beethoven im Jahr 1792 schrieb. Ein radiertes Beethoven-Porträt, das dieser der Bonner Lesegesellschaft schickte, sollte in Crevelts Besitz übergehen, wenn Beethoven der Lesegesellschaft ersatzweise ein gemaltes Porträt geschickt haben würde. Dies geschah allerdings nie.
Crevelt, der 1787 zu den Gründern dieser Bonner Lesegesellschaft gehörte und sich auch als Übersetzer wissenschaftlicher Werke betätigte, legte eine große naturkundliche Sammlung an, in der sich auch ein Krokodil im Ei befand. Möglicherweise bezog sich eine Bemerkung Johann Heinrich Mercks in einem Brief an Anna Amalia von Sachsen-Weimar und Eisenach vom 17. Mai 1784 auf dieses Stück aus Crevelts Sammlung.
1819 gingen 675 Bände aus Crevelts Bibliothek in den Besitz der Universitäts- und Landesbibliothek Bonn über, wo sie sich heute noch befinden. Seine naturwissenschaftliche Sammlung hingegen ist verloren.

## Werke
- Über den Rogen des Barben, als eine dem Menschen schädliche Speise. In: Magazin für die neuesten Entdeckungen in der gesammten Naturkunde, 5. Jahrgang, Berlin 1811[8]

## Übersetzung
- Historisch-kritische Abhandlung der von den Alten sowohl, als Neuern in der Anatomie gemachten Entdeckungen. Aus dem Franz. des Herrn Lassus übersetzt von Johann Heinrich Crevelt. Zweyter Theil, Bonn 1788[9]